# گمینا گووسک
گمینا گووسک (به لهستانی:  Gmina Głusk) یک گمینا در لهستان است که در شهرستان لوبلین واقع شده‌است. گمینا گووسک ۶۴ کیلومتر مربع مساحت و ۹٬۶۳۳ نفر جمعیت دارد.